# Casado
Casado es el estado civil que adquiere una persona en el momento que contrae matrimonio.
Este estado civil dura desde que se contrae matrimonio hasta que se rompe el vínculo matrimonial. Este vínculo puede terminar por diferentes motivos:
- Fallecimiento del cónyuge (pasaría al estado de viudo).
- Disolución del vínculo matrimonial (divorcio).
- Declaración de nulidad del vínculo matrimonial. En este último caso, es posible que tenga efectos retroactivos, y que a todos los efectos la persona no haya tenido nunca el estado civil de casado.